# Jeanne d'Arc Football Club
Jeanne d'Arc FC est un club malien de football basé à Bamako.
Ils jouent depuis la saison 2007/2008 dans la Première Division du Mali.